# The Way Life Goes
The Way Life Goes é um álbum de estúdio do cantor Tom Keifer, vocalista da banda Cinderella. O disco foi lançado no dia 30 de abril de 2013 pela Merovee Records.

## Faixas
Todas as letras e músicas por Tom Keifer.
1. "Solid Ground"
2. "A Different Light"
3. "It's Not Enough"
4. "Cold Day In Hell"
5. "Thick And Thin"
6. "Ask Me Yesterday"
7. "Fools Paradise"
8. "The Flower Song"
9. "Mood Elevator"
10. "Welcome To My Mind"
11. "You Showed Me"
12. "Ain't That A Bitch"
13. "The Way Life Goes"
14. "Babylon"

## Ficha técnica
Banda
- Tom Keifer - Vocal, violão, guitarra, teclado
- Greg Morrow - Bateria,  percussão
- Michael Rhodes - guitarra base
- Tony Harrell - piano

Músicos conviados
- Jeff LaBar - guitarra
- Pat Buchanan - guitarra
- Gary Burnette - guitarra
- Ron Wallace - violão
- Etta Britt - vocal de apoio
- Crystal Taliaferro - vocal de apoio
- Savannah Keifer - vocal de apoio
- Vicky Carraco - vocal de apoio
- Chuck Turner - vocal de apoio
- Jim Horne - vocal de apoio